# Liste der Monuments historiques in Bailly (Oise)
Die Liste der Monuments historiques in Bailly (Oise) führt die Monuments historiques in der französischen Gemeinde Bailly auf.

## Liste der Objekte
| Bezeichnung          | Beschreibung             | Standort                       | Kennzeichnung | Schutzstatus | Datum | Bild |
| -------------------- | ------------------------ | ------------------------------ | ------------- | ------------ | ----- | ---- |
| Bodenfliesen im Chor | Keramik, 16. Jahrhundert | in der Kirche St-Joseph (Lage) | PM60000069    | Classé       | 1913  |      |